# GE ES58ACi
A GE ES58ACi é uma locomotiva diesel-elétrica produzida pela GE Transportation a partir de 2009, sendo utilizada no Brasil pela Estrada de Ferro Carajás, principalmente no transporte de minério de ferro até o Porto de Itaqui. Atualmente são as locomotivas de seis eixos mais potentes em operação no Brasil, com 6.000 hp de potência total.
Começaram a serem recebidas em 2009.

## Tabela
| Modelo  | Potência (HP) | Bitola (m) | Fabricante       | Origem | Ano de Fabricação |
| ------- | ------------- | ---------- | ---------------- | ------ | ----------------- |
| ES58ACi | 6.000         | 1,600 m    | General Electric | EUA    | 2009 – atual      |

## Proprietários Originais
Abaixo são listados os proprietários originais das locomotivas GE ES58ACi.

## Brasil
Operam na região norte (Pará) e nordeste (Maranhão), sendo o modelo de locomotiva diesel-elétrica de seis eixos mais potente em operação no Brasil. No primeiro lote foram numeradas de #2001 a #2010. Em lotes posteriores de #211 até a #297. Atualmente é produzida na fábrica da Wabtec em Contagem - MG.

## Mundo
Milhares de locomotivas da serie GE Evolution Series operam no mundo, principalmente no EUA. Porém o modelo ES58ACi opera somente no Brasil.